# 從台北看天下
《從台北看天下》是台灣電視公司新聞部有感於台灣人國際觀不足，在1986年至1989年製作每集一小時的國際新聞節目，目的是開拓台灣人的國際視野。
有節目愛好者認為，該節目最吸引人的地方是它強調以「在台灣的中國人」觀點，去分析世界古往今來的政治、軍事、財經與文化等的大事，讓人得到有別於CNN、BBC、NHK等外國媒體的新聞觀點。

## 歷任主播
- 張雅琴

## 其他用法
「從台北看天下」一詞後來被引申指「僅從台北的視角來看待台灣事務」，重北輕南的代名詞。

## 外部連結
- 台視節目「從台北看天下」1283〈1987年〉 （页面存档备份，存于）